# 米久林齊
49°59′2″N 26°5′20″E / 49.98389°N 26.08889°E
米久林齊（烏克蘭語：Мізюринці）是位於烏克蘭西部特諾皮爾州裏克列梅涅茨區的村莊，始建於1680年，面積1.71平方公里，2001年人口348，人口密度每平方公里203.3人。